# La Masquerade Infernale
La Masquerade Infernale è un album del 1997 degli Arcturus, pubblicato dalla Misanthropy Records.

## Descrizione
L'album si allontana dal lento e melodico black metal di Aspera Hiems Symfonia e ha un suono oscuro, tenebroso, dato dall'utilizzo di sintetizzatori, che spesso fanno risaltare questi elementi sulla chitarra. La maggior parte delle canzoni ruotano attorno a temi teatrali, letterari e si interrogano sulla figura ingannevole di Satana. Il caratteristico scream del black metal è sostituito da una voce pulita con toni molto bassi, occasionalmente alternata con un cantato lirico da Garm alternato a quello dai toni acuti di ICS Vortex. La Masquerade Infernale è considerato da molti come il capolavoro degli Arcturus e uno dei più grandi esempi di avantgarde metal. È stato ripubblicato nel 2002 dalla Candlelight Records, rimasterizzato e senza la traccia nascosta prima della traccia 1.

## Tracce
0."Traccia nascosta" (solo nella prima pubblicazione; mandare indietro dalla prima traccia per sentirla) – 1:27
1. "Master Of Disguise" – 6:43
2. "Ad Astra" – 7:36
3. "The Chaos Path" – 5:34
4. "La Masquerade Infernale" – 2:00
5. "Alone" – 4:42
6. "The Throne Of Tragedy" – 6:34
7. "Painting My Horror" – 5:59
8. "Of Nails And Sinners" – 6:03

## Formazione
- G. Wolf - voci
- Steinar Sverd Johnsen - tastiere
- Hellhammer - batteria
- Knut Magne Valle - chitarra
- Hugh Steven James Mingay alias "Skoll" - basso

## Ospiti
- ICS Vortex - voce
- Carl August Tidemann : chitarra solista in "Ad Astra" e in "Of Nails And Sinners"
- Idun Felberg : corno in "Ad Astra"
- Erik Olivier Lancelot alias "AiwarikiaR" : flauto in "Ad Astra"
- Svein Haugen - contrabbasso
- Vegard Johnsen - violino
- Dorthe Dreier - viola
- Hans Josef Groh - violoncello